# Serra de la Rabassada

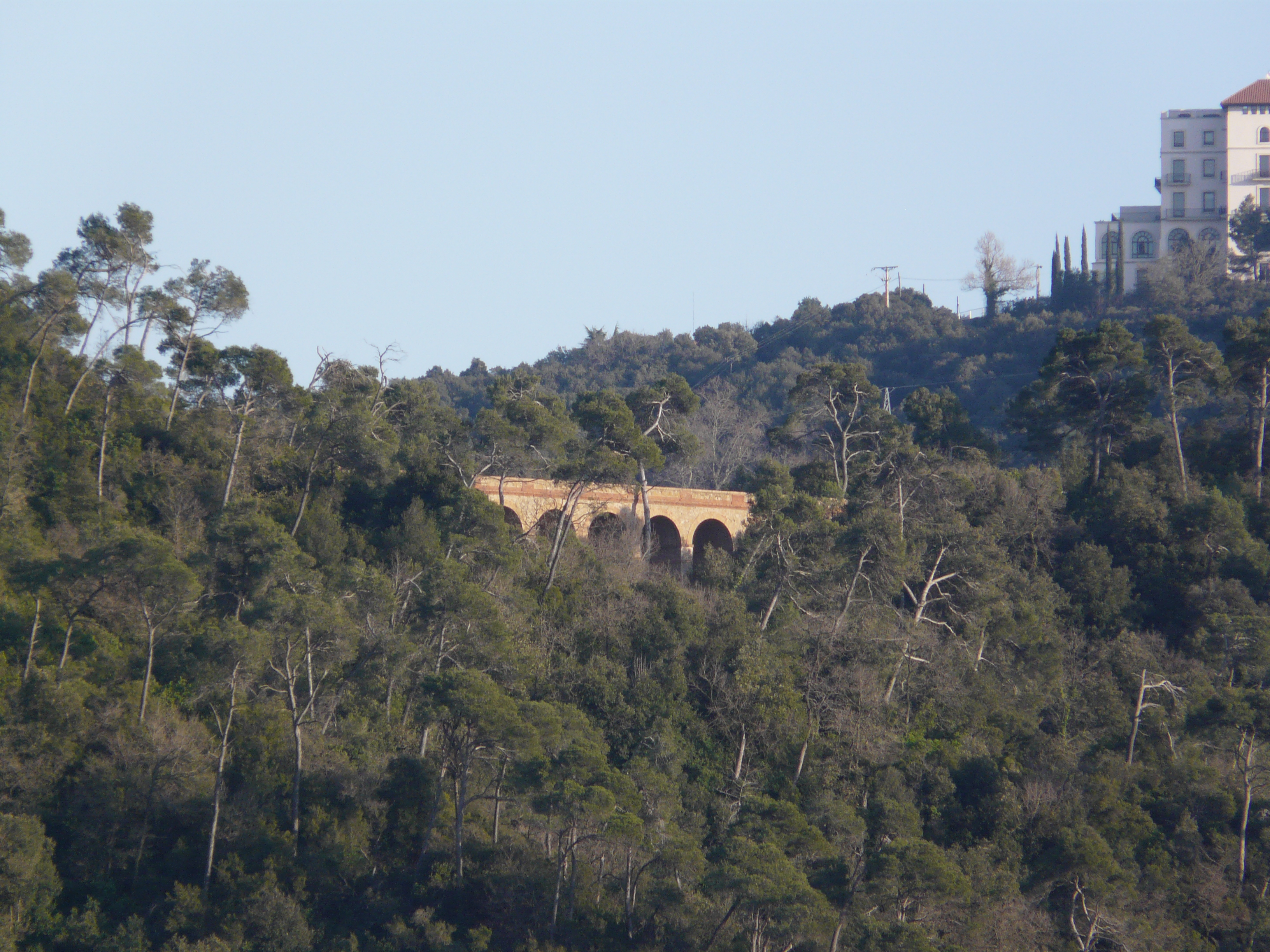
El viaducte de Can Ribes

La Serra de la Rabassada és una serra situada al municipi de Sant Cugat del Vallès a la comarca del Vallès Occidental, amb una elevació màxima de 399,9 metres.
La Serra està envolta per un bosc frondós i humit, on destaquen alzines i roures. Al vessant occidental hi ha el viaducte de Can Ribes, una construcció de 85 m de llargada i 19 m d'alçada.